# Suck (fiume)
Il Suck (An tSuca in gaelico) è un fiume irlandese, lungo circa 80 km; è il principale affluente del fiume Shannon.

## Percorso
Il Suck nasce a Loug O'Flynn, nella contea di Roscommon e sfocia nella Shannon pochi chilometri Nord della cittadina di Shannonbridge.

Il Suck funge anche da linea di confine tra le contee di Galway e Roscommon. La città principale che sorge lungo il suo corso è Ballinasloe.